# USS Wilkes (DD-441)
Эскадренный миноносец «Уилкс» (англ. USS Wilkes (DD-441)) — американский эсминец типа Gleaves.
Заложен на верфи Boston Navy Yard, 1 ноября 1939 года. Спущен 31 мая 1940 года, вступил в строй 22 апреля 1941 года. Выведен в резерв 6 марта 1946 года.
Из ВМС США исключён 1 марта 1971 года. Продан 29 июня 1972 года фирме «Southern Scrap Material Co., LTD.», Новый Орлеан и разобран на слом.